# Jean-François Dreux du Radier
Jean-François Dreux du Radier, né le 10 mai 1714 à Châteauneuf-en-Thymerais et mort le 1er mars 1780 à Saint-Éliph, est un homme de lettres français.
Juriste de formation, admirateur de Pierre Bayle, il a laissé de nombreux ouvrages, qui dans la ligne des philosophes des Lumières, concernent surtout l'histoire, la poésie et la philosophie. 

## Formation
Dreux du Radier est fils de François Dreux-Duradier, greffier et bourgeois de Châteauneuf-en-Thymerais et de Toussainte-Jeanne Horeau. Son grand-père paternel, Michel Dreux, était devenu avocat après avoir tenu l'auberge de la Fleur de Lys à Nogent-le-Rotrou, son grand-père maternel, Jean Horeau, était également greffier de Châteauneuf-en-Thymerais.
Dreux du Radier s'instruit tout d'abord à Paris chez son parent Pierre Libois. Il entre ensuite au collège de l'abbaye de la Sainte-Trinité de Tiron où il réalise ses humanités et sa rhétorique sous la supervision du père Le Rhéteux. En 1729, il rejoint le collège de la Marche pour réaliser ses classes de philosophie et poursuit par une licence de droit à l'université de Paris sous la direction de Claude de Ferrière, puis est placé chez un procureur du Parlement de Paris à titre d'école du Barreau.
Il fréquente alors les salons littéraires des Lumières, notamment celui de Jacques Frécot de Lanty où il se lie d'amitié avec le journaliste Charles-Étienne Pesselier, avec lequel il fonde le journal le Glaneur français (1735/1737, 17 numéros).

## Le juriste
Il commence sa carrière vers 1742 comme lieutenant civil et criminel du bailliage de Châteauneuf-en-Thymerais.
En mai 1749, il est exilé par lettre de cachet à Poitiers. Dreux du Radier prétend dans son testament littéraire que « La manière dont je m’acquittais de ma charge, manière ferme et sans égards pour les personnes qui se croient au-dessus des lois dans les Provinces où ils dominent et prétendent opprimer qui il leur plaît, m’y fit des ennemis. Même puissants qui sollicitèrent et obtinrent enfin, sur de faux mémoires, une lettre de cachet ». Mais certains pensent plutôt qu'il s'agit d'une sanction politique liée à la publication de son trop libertin Dictionnaire d'amour,.
Sous la pression du ministre Louis Phélypeaux de Saint-Florentin, il revend sa charge de lieutenant civil et criminel et obtient la levée de l'exil en 1750.
Il revient en 1750 à Paris où il s'inscrit comme avocat au Barreau et au Parlement de Paris. Il défend notamment avec pugnacité en 1757 et 1758 la cause de François Corneille, qui revendique l'héritage de son prétendu grand-père, le dramaturge rouennais Pierre Corneille. Dreux du Radier obtient la médiatisation de sa cause et celle de sa fille Marie-Françoise Corneille. Voltaire soutient la cause de la demoiselle. S'ensuivent trois années de guerre médiatique entre Voltaire et Élie Fréron. Dreux du Radier ne sort pas indemne de ce combat : Fréron, contre lequel Dreux du Radier vient d'oser prendre parti dans la polémique l'opposant à d'Alembert au sujet d'une traduction de Tacite, soutient que dans son mémoire pour Corneille, Dreux du Radier « entassait des phrases d'écoliers qui ne renfermaient aucune idée » et il est désormais qualifié d'avocat ridicule. Voltaire devient le bienfaiteur des Corneille en recueillant la demoiselle à Ferney, puis en la mariant et logeant son couple et ses enfants, jusqu'à ce que cette famille retombe dans un relatif oubli et que Voltaire s'intéresse à une nouvelle cause, l'affaire Calas. 
Dreux de Radier cesse son activité parisienne d'avocat en 1760 et se retire à Saint-Maixme. « Il y devient comme avocat le conseil de tous les gens honnêtes de son canton », puis en 1777 à Saint-Éliph où il meurt en 1780.
Tout au long de sa carrière, il a publié plusieurs ouvrages juridiques appréciés, dont Principes natures du droit et de la politique, Paris, 1765, Observations sur les coutumes de Châteauneuf, Chartres et Dreux, Paris 1777 et Conférence sur les édits présidiaux du mois de mai 1777 sur les ordonnances, édits et règlements sur cette matière, Paris, 1780.

## L'érudit
Son premier ouvrage, le Dictionnaire d'Amour, œuvre de jeunesse, n'est publié qu'en 1741 clandestinement à Paris, la Haye et Lyon. Il connaît un grand succès en France et en Angleterre où il est traduit. Il est de nos jours introuvable en édition originale, mais disponible en ligne sur de nombreux sites. Il « aurait mérité les honneurs de la postérité : cette œuvre très singulière à la particularité d'illustrer à la fois l'engouement pour la démarche encyclopédique et la fascinante érotique des Lumières (…) Cet ouvrage inclassable, qui tient de la lucidité de Laclos et de l'esprit de Voltaire, est un moment de lecture rare et délectable. Il aura des imitateurs ou des successeurs, mais aucun autre dictionnaire d'amour ne sera comparable par sa cohérence non plus que par ses qualités stylistiques, érotiques et humoristiques »
Il publie ensuite en 1744 un recueil de fables.
Il collabore régulièrement au Journal de Verdun, dirigé par son ami, le bibliothécaire et historiographe Pierre Nicolas Bonamy, dans lequel il publie des articles éclectiques, portant principalement sur l'histoire et la poésie, mais aussi sur les Médailles du Bas-Empire, la reliure des livres ou sur la question « Si une femme peut faire les fonctions d'avocat ? » Il dressera en 1759 une table raisonnée de cette revue, dont la qualité est louée. 
Durant son année d'exil à Poitiers, éloigné de 350 km de la vie littéraire parisienne, soit une semaine de voyage, il s'occupe à dresser l'histoire des monuments et de la Province du Poitou. II publie à partir de 1754 et durant les trente années suivantes, une série d'ouvrages et d'articles historiques débutée par Bibliothèque historique et critique du Poitou, mis à jour par Monsieur de Lastic-Saint-Jal jusqu'en 1849 et réédité en 1866. Cet ouvrage, certes fort spécialisé, fait encore référence. Dans la même veine, il publiera les Tablettes historiques et anecdotiques des rois de France (…) en 1759, qui compile avec succès les paroles remarquables et bons mots des rois, puis l'Europe illustrée contenant l'histoire abrégée de nos souverains, en 1755 et 1756, commentant près de six cents portraits dessinés par Michel Odieuvre, qui connaît également le succès et enfin les Mémoires historiques critiques et anecdotiques des reines et régentes de France, en 1763, mais qui cette fois se vendra très mal, l'ouvrage étant alors jugé destiné aux femmes et trop sérieux pour cet usage…Jules Michelet citera la lecture de cet ouvrage dans ses souvenirs d'enfance : "ouvrage de prédilection de ma mère, que tant de fois nous avons lu ensemble, que nos mains ont usé ; livre faible au total, et qui pourtant éveilla dans mon esprit le goût de l'histoire.: Les Reines et Régentes de France de Dreux du Radier". 
En 1750, il publie une ode à Madame de Pompadour, favorite de Louis XV, intitulée La Beauté.
En 1753, il traduit de l'italien l'ouvrage de Machiavel, La vie de Castruccio Castracani da Lucca, traduction qui fait encore de nos jours autorité et qui lui vaut temporairement l'estime du journaliste Fréron, qui le qualifie de savant et homme de goût. 
En 1755, il publie clandestinement une nouvelle pochade, Essai historique, philosophique, moral, littéraire et galant sur les lanternes, écrite avec ses amis, le docteur Antoine Le Camus et l'érudit bibliophile François-Louis Jamet, dit Jamet le Jeune.
En 1758, il écrit dans le Journal de Verdun un article de 100 pages sur les qualités que doit présenter un bon journaliste, en prenant la défense des auteurs injustement attaqués dans les périodiques, notamment sous la plume de Fréron, puis un autre sur celles requises pour l'Homme de lettres. Fréron le poursuivra désormais de son acrimonie.

« Dégouté du séjour à Paris et de l’activité qu’exige la vie qu’on y mène, des cabales et des maneuvres des gens de lettres ou plutôt de je ne sais combien de personnes qui en prennent le nom, qui en mettent enseigne et qui vivent entre eux comme de vrais corsaires, je résolus en 1760 de la quitter et je négligeais même les espérances, peut-être fondées, d’être admis à l’Académie des Inscriptions et belles lettres où j’avais quelques amis. Des idées de repos me firent choisir une retraite à la campagne sur un petit domaine où je passai effectivement quelques années agréablement occupé à l’exécution de mes projets lettrés … et devint sans le vouloir, le contact des plus honnêtes gens de la Province, en qualité d’Avocat.  »

En 1775, il publie avec le médecin Louis de Lignac l'Esprit des journaux (1775-1790) et ils fondent ensemble la Société libre d'émulation de Liège, société progressiste qui promeut les sciences, arts et lettres.

## Le libertin et matérialiste
Jean-François Dreux du Radier ne se contente pas d'écrire des ouvrages libertins et matérialiste et met en pratique ses principes dans sa vie privée.
Vers 25 ans, il reconnaît sa fille naturelle, Louise Françoise Euphrasine Bertrand Dreux du Radier, née vers 1739 de Louise Cécile Bertrand, marchande mercière à Paris. Il l'élève et assiste à son mariage en 1763 avec un huissier de la Loupe.
À 27 ans, le 29 septembre 1741, Dreux du Radier épouse à Châteauneuf-en-Thymerais, Catherine Copineau de Mareuil qui est âgée de 38 ans. Jacques Copineau, seigneur de Mareuil, ancien capitaine d'infanterie au Régiment du Poitou, sans doute informé des mœurs libertines de son futur gendre, s'oppose brièvement à leur union, avant d’y consentir. Cette union reste au dépit de Jean-François Dreux du Radier sans postérité. Catherine Copineau du Mareuil meurt en 1776 à l'âge de 73 ans, dans le petit village de Saint-Maixme où le couple s'est retiré, laissant Jean-François veuf.
En janvier 1748, il n'avait pas reconnu un fils présumé, François Michel Aimable. Ce fils présumé sera en effet dit lors de son mariage en 1770 à Châteauneuf-en-Thymerais « vulgairement dit Dreux du Radier », ce qui ne laisse guère de doute sur sa paternité, puisque les autres membres de la famille n'ont pas accolé le suffixe « du Radier » à leur nom. Il ne semble pas s'en être occupé ni l'avoir élevé. François Aimable, dit Dreux du Radier, transmettra pourtant à ses enfants le patronyme de Dreux du Radier.
Après son retrait à la campagne et le décès de son épouse, il s'installe à la ferme du Frou qu'il avait placé en fermage, domaine situé à Saint-Éliph. Il y vit simplement, entouré d'une intendante-fermière, d'une servante et de journaliers engagés pour les récoltes. L'exploitation comporte des champs de blé, du bétail (cinq vaches, truies, porcs de laie, cinq moutons et seize agneaux, oies et poules) et du matériel agricole assez moderne. Il continue tout de même à suivre la vie littéraire et mondaine parisienne, il se rend régulièrement à Paris, notamment pour assister au Salon de peinture et de sculpture et continue d'écrire de nombreux articles et ouvrages.
La parution en 1767 de ses Récréations historiques déclenche l'ire du journaliste Élie Fréron, qui lui reproche des propos tenus sur le Président Hénault et l'abbé d'Olivet. Fréron « est tombé sur le corps de l'auteur et l'a traité avec un mépris et une dureté révoltante. »
Son éloge funèbre, rédigé par Jean-Baptiste Haillet de Couronne, est paru dans le Précis de l'Académie des sciences, belles-lettres et arts de Rouen : « Il est peu de genres dans lesquels M Dreux du Radier ne se soit exercé : histoire, chronologie, jurisprudence, littérature, poésies latines et françaises, anecdotes, critiques, etc. »

Dreux du Radier a rédigé lui-même son épitaphe : 
Hic jacet J-Fr. Dreux - Peccator unus è multis

Artibus ingenuis vixi, jurique dicatus :

Unie una fuit cura placere bonis.

Plurima scripa mihi sunt, et mihi plurima lecta :

O utinam recté lectaque scriptaque sint.

## Distinctions
Dreux du Radier était membre des : 
- Académie des Sciences, Belles-lettres et Arts de Rouen. Admis le 7 mai 1766 [25]
- Académie des Sciences, Belles-lettres et Arts d'Angers
- Académie des belles-lettres, sciences et arts de La Rochelle, membre correspondant, 1756
- Académie des Sciences, Belles-lettres et Arts de Châlons-sur-Marne.

Les biographes l'ont généralement peu considéré et se livrent durant un siècle à un concours de critiques assassines. Les auteurs plus contemporains et plus spécialisés sont en général plus laudateurs,,.
La ville de Niort a baptisé une rue du quartier de la Levée de Sevreau au nom de Dreux du Radier.

## Publications
Son éditeur Haillet de Couronne a fait imprimer, en 1776, un Catalogue des ouvrages imprimés ou manuscrits de Monsieur Dreux du Radier, rédigé par lui-même. Parmi les 27 ouvrages et 60 dissertations, on peut particulièrement noter : 
- Dictionnaire d'Amour, 1741 (clandestin)[1]
- Fables nouvelles et autres pièces en vers…, 1744
- Éloges historiques des hommes illustres de la Province du Thymerais, Paris, 1749
- Bibliothèque historique et critique du Poitou, Paris, 1754,
- Essai historique, philosophique, moral, littéraire et galant sur les lanternes, Dôle (Paris), 1755 (clandestin)[1]
- L'Europe illustrée contenant l'histoire des souverains…, Paris, 1755/1777, textes rédigés pour commenter des portraits réalisés par Michel Odieuvre //books.google.com/books?id=AAAAYAAJ&pg=PA280 .
- Tablettes historiques et anecdotiques des rois de France, Paris, 1759
- Principes naturels du droit et de la politique, Paris, 1765, Ed. Charles Robustel
- Récréations historiques (….) avec l'histoire des Fous en tête d'office, La Haye, 1767
- Dictionnaire portatif des bêtes, Paris, 1768
- Mémoires historiques des reines et régentes de France, 1763-1776, réédité Paris, 1806 et Paris, Pougin, 1837.

## Sources
- Machiavel, La vie de Castruccio Castracani, traduction de l'italien par Dreux du Radier, 1753[17].
- Jean-François Dreux du Radier,  Testament littéraire manuscrit, 1776, BN, cote Q 651
- Ferdinand Höfer, « Dreux du Radier », Nouvelle Biographie générale, Paris, Firmin-Didot, 1855.
- François Moreau, Dreux du Radier, Dictionnaire des journalistes.
- Georges Couton, « Le Légendaire cornélien, l'exploitation d'un grand nom », Annales de Normandie, 1984 no 2, p. 147-170
- Olivier Bloch, « Entre Parité de la vie et de la mort et les Lettres à Sophie : pistes à explorer », Communication du 20 novembre 1993 au Séminaire sur la littérature clandestine
- Stéphanie Loubère, « Un ABC libertin des Lumières : le dictionnaire amoureux de Dreux du Radier », Dix-huitième siècle, 2006/1, p. 337-350.
- Archives départementales d'Eure et Loir : actes paroissiaux de naissance, mariage, décès, cotes 3E 89/002 et 3E 351/005, inventaire B 31/14, procédures judiciaires, B 740 (conflit avec l'huissier Boullaye).